# Pseudobalbillus aiete
Pseudobalbillus aiete är en insektsart som beskrevs av Rauno E. Linnavuori 1979. Pseudobalbillus aiete ingår i släktet Pseudobalbillus och familjen dvärgstritar. Inga underarter finns listade i Catalogue of Life.